# Sæby Station
Sæby Station er en nedlagt dansk jernbanestation i byen Sæby i Vendsyssel. Sæby var 1899-1968 station på Sæbybanen.
Området.fungerer i dag som busterminal.

## Historie
Sæby Station åbnede den 18. september 1899 som station på Sæbybanen mellem Nørresundby og Frederikshavn (Fjerritslev-Frederikshavn Jernbane). Stationen havde havnebane og restaurant. Sæby Station blev endestation for Sæbybanen i 1962, da strækningen mellem Sæby og Frederikshavn blev nedlagt. I 1968 lukkede stationen helt, da den resterende del af Sæbybanen mellem Nørresundby og Sæby blev nedlagt. Selve stationsbygningen er siden nedrevet, men et pakhus fra det tidligere "Det danske gødnings-kompagni" er delvist bevaret, og toldkammerbygningen fra dengang er siden indrettet som busstation og lejligheder.